# Pallamano ai Giochi della XXX Olimpiade
I tornei olimpici di pallamano dei Giochi di Londra si sono svolti complessivamente tra il 28 luglio e il 12 agosto 2012. Le gare sono state ospitate dalla Copper Box e dalla Basketball Arena a Londra.
Hanno preso parte al torneo 12 formazioni maschili e 12 formazioni femminili.
Il torneo maschile è stato vinto dalla Francia, mentre il torneo femminile è stato vinto dalla Norvegia, entrambe alla seconda vittoria consecutiva.

## Calendario
| Uomini |     | 1ºT |     | 1ºT |     | 1ºT |     | 1ºT |     | 1ºT |    | QF |    | SF |     | Fin | 1 |
| Donne  | 1ºT |     | 1ºT |     | 1ºT |     | 1ºT |     | 1ºT |     | QF |    | SF |    | Fin |     | 1 |
| Totale |     |     |     |     |     |     |     |     |     |     |    |    |    |    | 1   | 1   | 2 |

| Gironi preliminari | Quarti di finale | Semifinali | Finali |

## Squadre partecipanti

### Torneo maschile
|                                     | Data                       | Sede          | Posti | Qualificate     |
| ----------------------------------- | -------------------------- | ------------- | ----- | --------------- |
| Paese organizzatore                 |                            |               | 1     | Gran Bretagna   |
| Campionato mondiale 2011            | 13-30 gennaio 2011         | Svezia        | 1     | Francia         |
| Giochi Panamericani 2011            | 16-24 ottobre 2011         | Messico       | 1     | Argentina       |
| Torneo asiatico di qualificazione   | 23 ottobre-2 novembre 2011 | Corea del Sud | 1     | Corea del Sud   |
| Campionato africano 2012            | 11-20 gennaio 2012         | Marocco       | 1     | Tunisia         |
| Campionato europeo 2012             | 15-29 gennaio 2012         | Serbia        | 1     | Danimarca       |
| Torneo olimpico di qualificazione 1 | 6-8 aprile 2012            | Spagna        | 2     | Spagna Serbia   |
| Torneo olimpico di qualificazione 2 | 6-8 aprile 2012            | Svezia        | 2     | Svezia Ungheria |
| Torneo olimpico di qualificazione 3 | 6-8 aprile 2012            | Croazia       | 2     | Croazia Islanda |
| Totale                              |                            |               | 12    |                 |

### Torneo femminile
|                                     | Data               | Sede                 | Posti | Qualificate        |
| ----------------------------------- | ------------------ | -------------------- | ----- | ------------------ |
| Paese organizzatore                 |                    |                      | 1     | Gran Bretagna      |
| Campionato europeo 2010             | 7-19 dicembre 2010 | Danimarca & Norvegia | 1     | Svezia             |
| Torneo asiatico di qualificazione   | 12-21 ottobre 2011 | Cina                 | 1     | Corea del Sud      |
| Giochi Panamericani 2011            | 15-23 ottobre 2011 | Messico              | 1     | Brasile            |
| Campionato mondiale 2011            | 2-18 dicembre 2011 | Brasile              | 1     | Norvegia           |
| Campionato africano 2012            | 11-20 gennaio 2012 | Marocco              | 1     | Angola             |
| Torneo olimpico di qualificazione 1 | 25-27 maggio 2012  | Francia              | 2     | Montenegro Francia |
| Torneo olimpico di qualificazione 2 | 25-27 maggio 2012  | Spagna               | 2     | Spagna Croazia     |
| Torneo olimpico di qualificazione 3 | 25-27 maggio 2012  | Danimarca            | 2     | Russia Danimarca   |
| Totale                              |                    |                      | 12    |                    |

## Risultati in dettaglio

### Torneo maschile
|         | Pos. | Nazionale     | G | V | N | P | GF  | GS  | DR  |
| ------- | ---- | ------------- | - | - | - | - | --- | --- | --- |
| Oro     | 1    | Francia       | 8 | 7 | 0 | 1 | 229 | 175 | +54 |
| Argento | 2    | Svezia        | 8 | 5 | 0 | 3 | 228 | 185 | +43 |
| Bronzo  | 3    | Croazia       | 8 | 7 | 0 | 1 | 230 | 183 | +47 |
|         | 4    | Ungheria      | 8 | 3 | 0 | 5 | 200 | 221 | -21 |
|         | 5    | Islanda       | 6 | 5 | 0 | 1 | 200 | 166 | +34 |
|         | 6    | Danimarca     | 6 | 4 | 0 | 2 | 146 | 153 | -7  |
|         | 7    | Spagna        | 6 | 3 | 0 | 3 | 162 | 149 | +13 |
|         | 8    | Tunisia       | 6 | 2 | 0 | 4 | 144 | 150 | -6  |
|         | 9    | Serbia        | 5 | 1 | 0 | 4 | 120 | 131 | -11 |
|         | 10   | Argentina     | 5 | 1 | 0 | 4 | 113 | 138 | -25 |
|         | 11   | Corea del Sud | 5 | 0 | 0 | 5 | 115 | 140 | -25 |
|         | 12   | Gran Bretagna | 5 | 0 | 0 | 5 | 96  | 192 | -96 |

### Torneo femminile
|         | Pos. | Nazionale     | G | V | N | P | GF  | GS  | DR  |
| ------- | ---- | ------------- | - | - | - | - | --- | --- | --- |
| Oro     | 1    | Norvegia      | 8 | 5 | 1 | 2 | 196 | 187 | +9  |
| Argento | 2    | Montenegro    | 8 | 4 | 1 | 3 | 210 | 197 | +13 |
| Bronzo  | 3    | Spagna        | 8 | 5 | 1 | 2 | 201 | 192 | +9  |
|         | 4    | Corea del Sud | 8 | 4 | 2 | 2 | 214 | 215 | -1  |
|         | 5    | Francia       | 6 | 4 | 1 | 1 | 147 | 126 | +21 |
|         | 6    | Brasile       | 6 | 4 | 0 | 2 | 156 | 143 | +13 |
|         | 7    | Croazia       | 6 | 4 | 0 | 2 | 167 | 140 | +27 |
|         | 8    | Russia        | 6 | 3 | 1 | 2 | 174 | 150 | +24 |
|         | 9    | Danimarca     | 5 | 1 | 0 | 4 | 113 | 121 | -8  |
|         | 10   | Angola        | 5 | 1 | 0 | 4 | 132 | 142 | -10 |
|         | 11   | Svezia        | 5 | 0 | 0 | 5 | 84  | 106 | -22 |
|         | 12   | Gran Bretagna | 5 | 0 | 0 | 5 | 91  | 166 | -52 |

## Podi
| Evento           | Oro      | Argento    | Bronzo  |
| Torneo maschile  | Francia  | Svezia     | Croazia |
| Torneo femminile | Norvegia | Montenegro | Spagna  |

## Medagliere
| Posizione | Paese      |   |   |   | Totale |
| --------- | ---------- | - | - | - | ------ |
| 1         | Francia    | 1 | 0 | 0 | 1      |
| 1         | Norvegia   | 1 | 0 | 0 | 1      |
| 3         | Svezia     | 0 | 1 | 0 | 1      |
| 3         | Montenegro | 0 | 1 | 0 | 1      |
| 5         | Croazia    | 0 | 0 | 1 | 1      |
| 5         | Spagna     | 0 | 0 | 1 | 1      |
| Totale    | Totale     | 2 | 2 | 2 | 6      |